# Juliana Castro
Juliana Valongo de Castro est une joueuse brésilienne de volley-ball née le 30 juin 1985 à Rio de Janeiro. Elle mesure 1,87 m et joue au poste d'attaquante. 

## Clubs
| Club                         | De        | À         |
| ---------------------------- | --------- | --------- |
| Grajaú Těnis Clube           | 2003-2004 | 2003-2004 |
| Clube de Regatas do Flamengo | 2004-2005 | 2004-2005 |
| EC União Suzano              | 2005-2006 | 2005-2006 |
| Minas Tênis Clube            | 2006-2007 | 2006-2007 |
| AD Brusque                   | 2007-2008 | 2007-2008 |
| Grêmio de Vôlei Osasco       | 2008-2009 | 2008-2009 |
| Esporte Clube Pinheiros      | 2009-2010 | 2010-2011 |
| São Bernardo                 | 2011-2012 | 2011-2012 |
| Minas Tênis Clube            | 2012-2013 | 2012-2013 |
| Osasco Voleibol Clube        | 2013-2014 | 2013-2014 |
| Minas Tênis Clube            | 2014-2015 | 2014-2015 |
| São Caetano                  | 2015-2016 | 2015-2016 |
| VfB Suhl                     | 2016-2017 | 2016-2017 |
| Vôlei Positivo Londrina      | jan 2018  | mai 2018  |
| San Lorenzo de Almagro       | 2018-2019 | 2018-2019 |
| Hapoël Ironi Kiryat Ata      | 2019-2020 | …         |

## Palmarès

### Équipe nationale
- Coupe panaméricaine
  - Finaliste : 2008.

### Clubs
- Coupe du Brésil
  - Vainqueur : 2008, 2014.
- Championnat sud-américain des clubs
  - Finaliste : 2014.
- Championnat du monde des clubs
  - Finaliste : 2014.